# Лопатово (Себежский район)
Лопатово — деревня в Себежском районе Псковской области России. Входит в состав городского поселения Идрица.

## География
Находится на юго-западе региона, в юго-восточной части района, в лесной заболоченной местности около озера Неведро.
Уличная сеть не развита.

## История
В 1802—1924 годах земли поселения входили в Себежский уезд Витебской губернии.
В 1941—1944 гг. местность находилась под фашистской оккупацией войсками Гитлеровской Германии.
До 1995 года деревня входила в Красный сельсовет. Постановлением Псковского областного Собрания депутатов от 26 января 1995 года все сельсоветы в Псковской области были переименованы в волости и деревня стала частью Красной волости.
В 2015 году Красная волость, вместе с населёнными пунктами, была влита в состав городского поселения Идрица.

## Население
| 2001 | 2002 | 2010 |
| ---- | ---- | ---- |
| 25   | ↗28  | ↘17  |

Согласно результатам переписи 2002 года, в национальной структуре населения русские составляли 100 % от общей численности в 28 чел..

## Инфраструктура
Личное подсобное хозяйство.

## Транспорт
Автомобильный дороги общего пользования местного значения «Лопатово — Гречухи»(идентификационный номер 58-254-835 ОП МП 58Н-116) протяжённостью 3 км и «Лопатово — Дуброво»	(идентификационный номер 58-254-835 ОП МП 58Н-115) протяжённостью 7 км
.